# Eden Games
Eden Games (conocido como Eden Studios hasta 2003) es un estudio de desarrollo de videojuegos con sede en Lyon, Francia.

## Historia
La compañía inicialmente fue fundada en 1998 por David Nadal y Jean Yves Geffroy. En mayo de 2002, la empresa fue vendida al Grupo Infogrames. Es muy conocido por la serie de juegos V-Rally, así como por la versión 2006 de Test Drive Unlimited. Recientemente han desarrollado Test Drive Unlimited 2, que fue lanzado en febrero de 2011 para PlayStation 3, Xbox 360 y PC. La empresa era una filial de propiedad total de Atari SA. En 2013, Atari decidió cerrarlo. Sin embargo, la compañía volvió a abrir en 2014 bajo la impulsión de exempleados y con la financiación del ID Invest y Monster Capital. A partir de ese mismo año, Eden Games comenzó como una pequeña compañía de juegos independiente de Atari y lanza su nuevo juego, GT Spirit, en Apple TV en diciembre de 2015. En 2016 Lanza Gear Club un videojuego similar a los dos test drive unlimited en Android y IOS y en 2017 para Nintendo Switch con el nombre de Gear Club Unlimited y recibió críticas mixtas.

## Juegos desarrollados
| Año                        | Título                                    | Plataforma(s)                                                  |
| -------------------------- | ----------------------------------------- | -------------------------------------------------------------- |
| Eden Studios               |                                           |                                                                |
| 1998                       | V-Rally                                   | Microsoft Windows, Nintendo 64,PlayStation                     |
| 1999                       | V-Rally 2                                 | Dreamcast, Microsoft Windows, PlayStation                      |
| 2000                       | Need for Speed: Porsche Unleashed         | PlayStation                                                    |
| 2002                       | V-Rally 3                                 | GameCube, Microsoft Windows, PlayStation 2, Xbox               |
| Eden Games                 |                                           |                                                                |
| 2003                       | Kya: Dark Lineage                         | PlayStation 2                                                  |
| 2004                       | Titeuf: Méga-Compet'                      | Microsoft Windows, PlayStation 2                               |
| 2006                       | Test Drive Unlimited                      | Microsoft Windows, Xbox 360                                    |
| 2008                       | Alone in the Dark                         | Microsoft Windows, PlayStation 3, Xbox 360                     |
| 2011                       | Test Drive Unlimited 2                    | Microsoft Windows, PlayStation 3, Xbox 360                     |
| Eden Games (independiente) |                                           |                                                                |
| 2015                       | GT Spirit                                 | Apple TV                                                       |
| 2016                       | Gear.Club                                 | iOS, Android                                                   |
| 2017                       | Gear.Club Unlimited                       | Nintendo Switch                                                |
| 2018                       | Gear.Club Unlimited 2                     | Nintendo Switch                                                |
| 2018                       | F1 Mobile Racing                          | iOS, Android                                                   |
| 2019                       | Gear.Club Unlimited 2: Porsche Edition    | Nintendo Switch                                                |
| 2020                       | Gear.Club Unlimited 2: Tracks Edition     | Nintendo Switch                                                |
| 2021                       | Gear.Club Unlimited 2: Definitive Edition | Nintendo Switch                                                |
| 2021                       | Gear.Club Unlimited 2: Ultimate Edition   | PlayStation 4, Xbox One, PlayStation 5, Xbox Series X/S, Steam |
| 2022                       | Gear.Club Stradale                        | Apple Arcade                                                   |
| 2022                       | Smurfs Kart                               | Nintendo Switch                                                |